# Бужирование
Бужирование — метод диагностики и лечения, применяемый при заболеваниях полых органов — мочеиспускательного канала (уретры), пищевода, прямой кишки, гортани, трахеи, шейки матки и др.
Буж — инструмент в виде гибкого или жесткого (металлического) стержня. Бужирование производится для расширения просвета трубчатого органа при рубцовых стриктурах и т. д.
Бужи вводят в полый орган, постепенно с каждой процедурой увеличивая диаметр бужа. Процедуры могут проводиться в течение нескольких недель. Количество процедур определяет врач индивидуально для каждого пациента.